# FCW Divas Championship
Le FCW Divas Championship (que l'on peut traduire par championnat des Divas de la FCW) est un championnat de catch féminin de la Florida Championship Wrestling (FCW), un club-école de la World Wrestling Entertainment (WWE). 

## Histoire du titre
Début avril 2010, la Florida Championship Wrestling (FCW) organise les enregistrements de son émission télévisée hebdomadaire. Ce jour-là, Matt Martlaro qui est commentateur annonce l'organisation prochaine d'un tournoi pour désigner la première championne des Divas de la FCW. Les participantes sont :
- AJ Lee[2]
- Aksana[2]
- Jamie Keyes[2]
- Liviana[2]
- Naomi Night[2]
- Savannah[2]
- Serena[2]
- Tamina[2]
|  | Quarts de finale | Quarts de finale |       |       | Demi-finales | Demi-finales |  |  | Finale | Finale |
|  | Quarts de finale | Quarts de finale |       |       | Demi-finales | Demi-finales |  |  | Finale | Finale |
|  |                  |                  |       |       |              |              |  |  |        |        |
|  |                  |                  |       |       |              |              |  |  |        |        |
|  |                  |                  |       |       |              |              |  |  |        |        |
|  | Serena           | Tombé            |       |       |              |              |  |  |        |        |
|  | Serena           | Tombé            |       |       |              |              |  |  |        |        |
|  | Aksana           |                  |       |       |              |              |  |  |        |        |
|  | Serena           | Tombé            |       |       |              |              |  |  |        |        |
|  | Serena           | Tombé            |       |       |              |              |  |  |        |        |
|  |                  | AJ Lee           |       |       |              |              |  |  |        |        |
|  | Savannah         | Tombé            |       |       |              |              |  |  |        |        |
|  | Savannah         | Tombé            |       |       |              |              |  |  |        |        |
|  | Jamie Keyes      |                  |       |       |              |              |  |  |        |        |
|  | Serena           |                  |       |       |              |              |  |  |        |        |
|  |                  |                  |       |       |              |              |  |  |        |        |
|  |                  | Naomi Night      | Tombé |       |              |              |  |  |        |        |
|  | AJ Lee           | Naomi Night      | Tombé | Tombé |              |              |  |  |        |        |
|  | AJ Lee           |                  |       | Tombé |              |              |  |  |        |        |
|  | Tamina           |                  |       |       |              |              |  |  |        |        |
|  | Naomi Night      | Tombé            |       |       |              |              |  |  |        |        |
|  | Naomi Night      | Tombé            |       |       |              |              |  |  |        |        |
|  |                  | Savannah         |       |       |              |              |  |  |        |        |
|  | Naomi Night      | Tombé            |       |       |              |              |  |  |        |        |
|  | Naomi Night      | Tombé            |       |       |              |              |  |  |        |        |
|  | Liviana          |                  |       |       |              |              |  |  |        |        |
|  |                  |                  |       |       |              |              |  |  |        |        |

| # | Catcheuses    | Règne     | Durée              | Date               | Lieu               | Évènement      | Notes | Réf   |
| - | ------------- | --------- | ------------------ | ------------------ | ------------------ | -------------- | --- | ----- |
| 1 | Naomi Night   | 1         | 6 mois et 6 jours  | 10 juin 2010       | Tampa, Floride     | TV Taping      | Elle bat Serena en finale du tournoi.                                                                          | [ 3 ] |
| 2 | AJ            | 1         | 3 mois et 22 jours | 16 décembre 2010   | Tampa, Floride     | TV Taping      | | [ 4 ] |
| 3 | Aksana        | 1         | 4 mois et 25 jours | 7 avril 2011       | Tampa, Floride     | TV Taping      | | [ 5 ] |
| 4 | Audrey Marie  | 1         | 3 mois et 14 jours | 1er septembre 2011 | Tampa, Floride     | TV Taping      | | [ 6 ] |
| 5 | Raquel Diaz   | 1         | 6 mois et 14 jours | 15 décembre 2011   | Tampa, Floride     | TV Taping      | Elle bat Audrey Marie dans un match qui avait également comme enjeu le Queen of FCW.                           | [ 7 ] |
| 6 | Caylee Turner | 1         | 1 mois et 3 jours  | 29 juin 2012       | Melbourne, Floride | FCW Live Event | C'est la première fois que le titre change de main dans un autre show que TV Taping.                           | [ 8 ] |
| - | Désactivé     | Désactivé |                    | 1er août 2012      | Tampa              |                | Le titre est désactivé quand la FCW est devenu NXT Wrestling. Faisant de Caylee Turner la dernière championne. |       |

## Règnes combinés
| Rang | Champion      | Nombre de règnes | Jours combinés |
| ---- | ------------- | ---------------- | -------------- |
| 1.   | Raquel Diaz   | 1                | 197            |
| 2.   | Naomi Night   | 1                | 189            |
| 3.   | Aksana        | 1                | 147            |
| 4.   | AJ            | 1                | 112            |
| 5.   | Audrey Marie  | 1                | 105            |
| 6.   | Caylee Turner | 1                | 43             |